# David García Ilundáin
David García Ilundáin (ur. 2 kwietnia 1971 w Barcelonie, zm. 18 czerwca 2002) – hiszpański szachista, arcymistrz od 1996 roku.

## Kariera szachowa
Dwukrotnie reprezentował Hiszpanię na mistrzostwach świata juniorów: w 1988 r. w Timisoarze (w grupie do lat 18) oraz w 1991 r. w Mamai (do lat 20). Jeden z pierwszych sukcesów na arenie międzynarodowej odniósł w 1991 r., dzieląc III m. (za Peterem Lukacsem i Emmanuelem Bricardem, z Davidem Marciano) w Montpellier. W 1992 r. podzielił III m. (za Artaszesem Minasianem i Kevinem Spraggettem, z Zurabem Azmaiparaszwilim, Josephem Gallagherem, Draganem Barlovem, Walerijem Niewierowem, Elizbarem Ubiławą i Davorem Komljenoviceim) w otwartym turnieju w Candas, w 1993 podzielił I-VI m. w indywidualnych mistrzostwach Hiszpanii, w 1994 r. podzielił II m. (za Ivanem Moroviciem Fernandezem, z Ianem Rogersem, Igorem Chenkinem, Rusłanem Pogorełowem i Draganem Barlovem) w kolejnym openie rozegranym w Las Palmas, a w 1995 r. podzielił II m. w Manresie (za Władimirem Jepiszynem, z Giorgi Giorgadze i Kevinem Spraggettem) i Benasque (za Anthony Milesem, z Ulfem Anderssonem). W okresie tym należał już do czołówki hiszpańskich szachistów, w 1996 r. występując na szachowej olimpiadzie, a rok później - w drużynowych mistrzostwach Europy.
W następnych latach odniósł kolejne sukcesy, m.in. w Leon (1996, turniej B, dz. I m. z Reynaldo Verą, Aleksą Strikoviciem i Marcelino Sionem Castro), Terrassie (1996, dz. II m. wspólnie z Jesusem Nogueirasem, Władimirem Dimitrowem, Karenem Movsziszianem, Amadorem Rodriguezem, Oscarem De la Riva Aguado), Foment (1998, I m.), Montcada i Reixac (1999, dz. II m. za Olegiem Korniejewem, z m.in. Atanasem Kolewem) oraz w Paretanie (1999, dz. I m. z Wiktorem Moskalenko).
W turniejach szachowych występował do końca 2001 r., pół roku później zmarł z powodu nowotworu mózgu.
Najwyższy ranking osiągnął 1 stycznia 1996 r., z wynikiem 2550 punktów i zajmował wówczas 4. miejsce (za Aleksiejem Szyrowem, Miguelem Illescasem Cordobą i Jordim Magemem Badalsem) wśród hiszpańskich szachistów.